# Intelsat 30
O Intelsat 30 (também chamado de IS-30, DLA 1 e ISDLA 1) é um satélite de comunicação geoestacionário construído pela Space Systems/Loral (SSL). Ele está localizado na posição orbital de 95 graus de longitude oeste e é de propriedade da Intelsat. O satélite foi baseado na plataforma SSL-1300 e sua expectativa de vida útil estimada é de 15 anos.

## História
A Space Systems/Loral (SS/L) anunciou em setembro de 2011 que foi adjudicado um contrato para fornecer dois satélites híbridos de alta potência em banda C e Ku, chamados de Intelsat 30 e 31 ou DLA 1 e 2, para a Intelsat prestar serviço de televisão Direct-to-Home (DTH) para a América Latina. Os dois satélites são operados pela Intelsat, para fornecer a capacidade completa de banda Ku deles para a DirecTV Latin America, um operador de televisão digital DTH que fornece serviços na América Latina.
As cargas de banda Ku, referido como DLA 1 e 2, são utilizadas para expandir as ofertas de entretenimento de DTH e fornecer serviços de backup e restauração. Os dois satélites foram lançados em 2014 e 2016, respectivamente, e estão colocalizados com o satélite da Intelsat Galaxy 3C localizado na posição orbital de 95 de longitude oeste, que a DTVLA tem usado desde 2002.
O satélite Intelsat 30 tem 10 transponders de banda C para uso próprio da Intelsat para expandir seus negócios no crescente mercado latino-americano.

## Lançamento
O satélite foi lançado com sucesso ao espaço no dia 16 de outubro de 2014, às 21:43 UTC, por meio de um veiculo Ariane 5 ECA da empresa francesa Arianespace, a partir do Centro Espacial de Kourou na Guiana Francesa, juntamente com o satélite ARSAT-1. Ele tinha uma massa de lançamento de 6320 kg.

## Capacidade e cobertura
O Intelsat 30 é equipado com 10 transponders em banda C e 72 em banda Ku para fornecer serviços de DTH a costa sudoeste dos Estados Unidos, América do Sul, excluindo o Brasil, e parte do Caribe.